# Норенга
Норенга — река в России, протекает в Вологодской области, в Тотемском и в Сямженском районах. Устье реки находится в 45 км по левому берегу реки Тафта. Длина реки составляет 10 км.
Исток находится в болоте в 17 км к северо-западу от посёлка Красный Бор и в 46 км к западу от Тотьмы. Норенга течёт по ненаселённому лесному массиву на юго-запад, крупных притоков нет. Почти всё течение проходит по территории Тотемского района, непосредственно перед устьем втекает на территорию Сямженского района. Впадает в Тафту около посёлка Дружба (Сельское поселение Коробицынское).

## Данные водного реестра
По данным государственного водного реестра России относится к Двинско-Печорскому бассейновому округу, водохозяйственный участок реки — Северная Двина от начала реки до впадения реки Вычегда, без рек Юг и Сухона (от истока до Кубенского гидроузла), речной подбассейн реки — Сухона. Речной бассейн реки — Северная Двина.
По данным геоинформационной системы водохозяйственного районирования территории РФ, подготовленной Федеральным агентством водных ресурсов:
- Код водного объекта в государственном водном реестре — 03020100312103000008138
- Код по гидрологической изученности (ГИ) — 103000813
- Код бассейна — 03.02.01.003
- Номер тома по ГИ — 03
- Выпуск по ГИ — 0